# Cornufer bimaculatus
Espèce
Synonymes
- Platymantis bimaculata Günther, 1999
- Platymantis bimaculatus Günther, 1999

Statut de conservation UICN

 DD  : Données insuffisantes
Cornufer bimaculatus est une espèce d'amphibiens de la famille des Ceratobatrachidae.

## Répartition
Cette espèce est endémique de Nouvelle-Guinée occidentale en Indonésie. Elle se rencontre sur les monts Wondiwoi à une altitude comprise entre 400 et 800 m.

## Publication originale
- Günther, 1999 : Morphological and bioacoustic characteristics of frogs of the genus Platymantis (Amphibia, Ranidae) in Irian Jaya, with descriptions of two new species. Mitteilungen aus dem Museum für Naturkunde in Berlin. Zoologische Reihe, vol. 75, p. 317-335.